# Enrique Jardiel Poncela

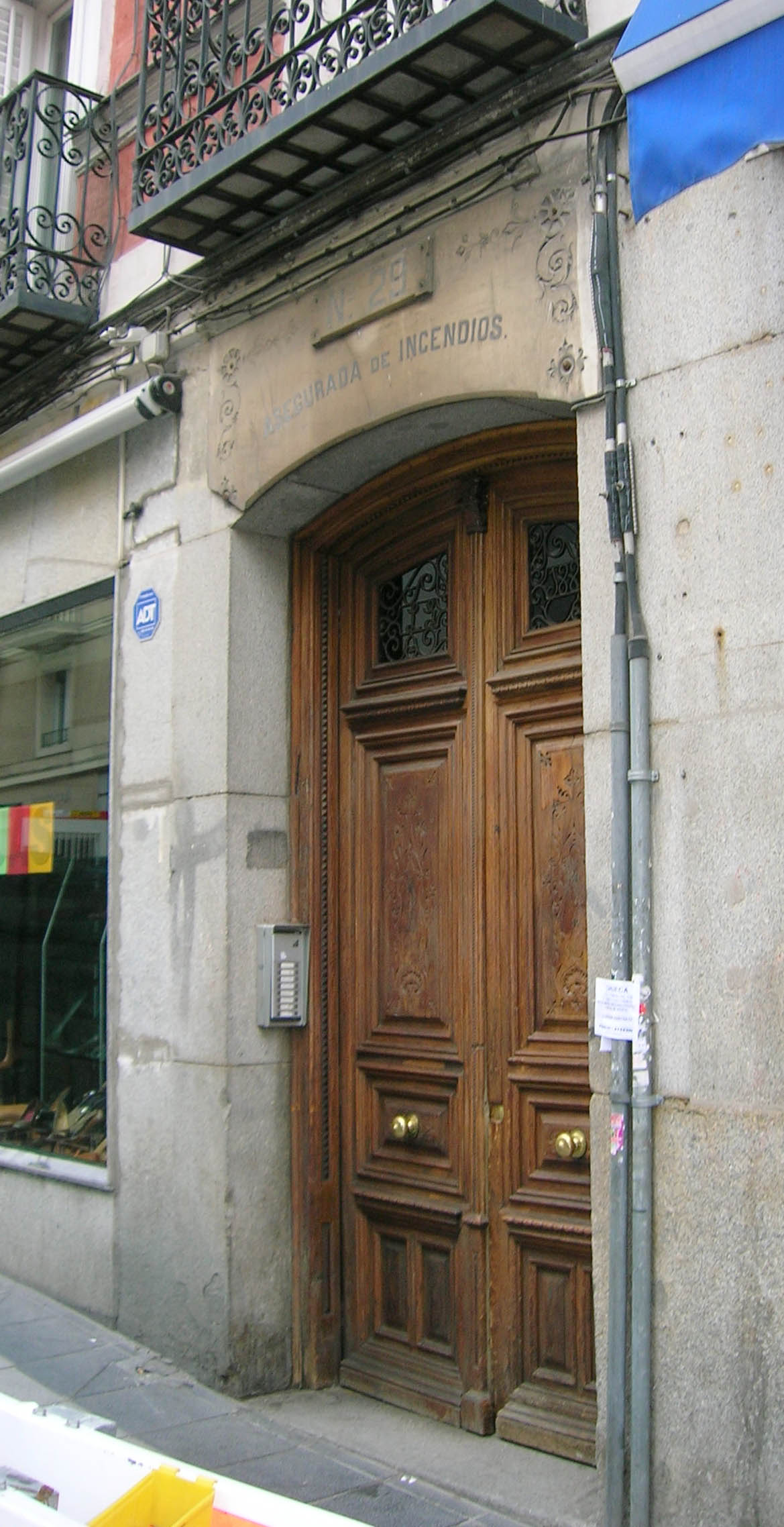
Casa natal de Jardiel Poncela, em Madrid

Enrique Jardiel Poncela (Madrid, 15 de outubro de 1901 — 18 de fevereiro de 1952) foi um escritor e dramaturgo espanhol.

## Obras

### Romances
- Amor escreve-se sem "H": romance - no original Amor se escribe sin hache (1928)
- Espérame en Siberia, vida mía
- As onze mil virgens: romance - no original Pero... ¿hubo alguna vez once mil vírgenes? (1931)
- La tournée de Dios (1932)

### Ensaios
- Tres comedias con un solo ensayo, 1933.
- Cuarenta y nueve personajes que encontraron su autor, 1936.
- Dos farsas y una opereta, 1939.
- Una letra protestada y dos letras a la vista, 1942.
- Tres proyectiles del 42, 1944.
- «Agua, aceite y gasolina» y otras dos mezclas explosivas, 1946.
- De «Blanca» al «Gato» pasando por el «Bulevar», 1946.

### Teatro
- El príncipe Raudhick, 1919.
- La banda de Saboya, 1922.
- Mi prima Dolly, 1923.
- ¡Te he guiñado un ojo!, 1925.
- La hoguera, 1925.
- La noche del Metro, 1925.
- ¡Achanta que te conviene!, 1925.
- El truco de Wenceslao, 1926.
- ¡Qué Colón!, 1926.
- ¡Vamos a Romea!, 1926.
- Se alquila un cuarto, 1925.
- Fernando el Santo, 1926.
- No se culpe a nadie de mi muerte, 1926.
- Una noche de primavera sin sueño (1927)
- El cadáver del señor García (1930)
- Usted tiene ojos de mujer fatal (1932)
- Angelina o el honor de un brigadier (retitulada Angelina o un drama en 1880, 1934)
- Un adulterio decente (1935)
- Las cinco advertencias de Satanás (1935)
- Intimidades de Hollywood, 1935.
- La mujer y el automóvil, 1935.
- El baile, 1935.
- Morirse es un error (retitulada Cuatro corazones con freno y marcha atrás, 1935)
- Cuatro corazones con freno y marcha atrás (1936)
- Carlo Monte en Monte Carlo (opereta con música de Jacinto Guerrero, 1939)
- Un marido de ida y vuelta (1939)
- Eloísa está debajo de un almendro (1940)
- Los ladrones somos gente honrada (1940)
- El amor sólo dura 2.000 metros (1941)
- Madre (el drama padre) (1941)
- Es peligroso asomarse al exterior (1942)
- Los habitantes de la casa deshabitada (1942)
- Blanca por fuera y Rosa por dentro (1943)
- Las siete vidas del gato (1943)
- A las seis en la esquina del bulevar (1943)
- Es peligroso asomarse al exterior (1945)
- Tú y yo somos tres (1945)
- El pañuelo de la dama errante (1945)
- El amor del gato y del perro (1945)
- Agua, aceite y gasolina (1946)
- El sexo débil ha hecho gimnasia (1946)
- Como mejor están las rubias es con patatas (1947)
- Los tigres escondidos en la alcoba (1949)

### Romances curtos
- La victoria de Samotracia, 1919.
- La dama rubia, 1920.
- El caso de sir Horacio Wilkins, 1922.
- El plano astral, 1922.
- Aventuras de Torthas y Pan Pin Tao, 1922.
- El misterio del Triángulo Negro, 1922.
- La voz muerta, 1922.
- El espantoso secreto de Máximo Marville, 1922.
- Dos manos blancas, 1922.
- El hombre de hielo, 1922.
- Una aventura extraña, 1922.
- La sonrisa de Vadi, 1922.
- El aviso telefónico, 1922.
- El silencio, 1922.
- Las huellas, 1922.
- El hombre a quien amó Alejandra, 1924.
- La muchacha de las alucinaciones, 1924.
- El infierno, 1924.
- Una ligereza, 1925.
- Las defensas del cerebro, 1925.
- La sencillez fragante, 1925.
- Lucrecia y Mesalina, 1925.
- La puerta franqueada, 1926.
- Ocho meses de amor, 1926.
- Jack, el destripador, 1926.
- La Olimpiada de Bellas Vistas, 1926.
- Las infamias de un vizconde, 1927.
- Los 38 asesinatos y medio del castillo de Hull, 1936.
- El naufragio del «Mistinguette», 1938.
- Diez minutos antes de la medianoche, 1939.

### Pequenas Narrativas
- Pirulís de la Habana, 1927.
- Lecturas para analfabetos, 1927.
- Máximas mínimas, 1937.
- El libro del convaleciente, 1938.
- Exceso de equipaje, 1943.
- 5 kilos de cosas, 1956

### Guiões cinematográficos
- Es mi hombre, 1927.
- Se ha fugado un preso, 1931.
- Wild Girl, 1932.
- Six Hours to Live, 1932.
- El rey de los gitanos, 1932.
- La melodía prohibida, 1932.
- Los expresos y el expreso, 1933.
- El amor de una secretaria, 1933.
- Cuando los bomberos aman, 1933.
- Ruskaia gunai zominovitz, 1933.
- Emma, la pobre rica, 1933.
- Pursued, 1934.
- Asegure a su mujer, 1934.
- Angelina o el honor de un brigadier, 1934.
- Usted tiene ojos de mujer fatal, 1936.
- Las cinco advertencias de Satanás, 1937.
- Margarita, Armando y su padre, 1937.
- Un anuncio y cinco cartas, 1938.
- El fakir Rodríguez, 1938.
- Mauricio o una víctima del vicio, 1940.
- El amor es un microbio, 1944.
- Eloísa está debajo de un almendro, 1943.
- Es peligroso asomarse al exterior, 1945.

### Colaborações na imprensa
- La Nueva Humanidad
- La Correspondencia de España
- Los Lunes de El Imparcial
- La Acción
- Chiquilín
- Las Provincias
- Aire Libre
- Nuevo Mundo
- Mundo Gráfico
- Buen Humor
- Gutiérrez
- Ondas
- La Voz
- El Sol
- Heraldo de Madrid
- Informaciones
- Blanco y Negro
- El Liberal (Madrid)|El Liberal
- Comedias
- El Alcázar